# Montagnes (dystrykt)
Montagnes (fr.: District des Montagnes) – jeden z czternastu dystryktów Wybrzeża Kości Słoniowej, położony w zachodniej części kraju, przy granicy z Liberią i Gwineą. Stolicą dystryktu jest Man.

## Podział administracyjny
Dystrykt Montagnes dzieli się na 3 regiony:
- Region Cavally (stolica w Guiglo)
  - Departament Bloléquin
  - Departament Guiglo
  - Departament Taï
  - Departament Toulépleu
- Region Guémon (stolica w Duékoué)
  - Departament Bangolo
  - Departament Duékoué
  - Departament Facobly
  - Departament Kouibly
- Region Tonkpi (stolica w Man)
  - Departament Biankouma
  - Departament Danané
  - Departament Man
  - Departament Sipilou
  - Departament Zouan-Hounien

Źródła.